# Palangre
O palangre, espinhel, ou páter-nóster, é um tipo de apetrecho de pesca artesanal, ou arte de pesca usando a linha, constituído por uma linha principal, forte e comprida, de onde dependem várias linhas secundárias curtas em intervalos regulares com um anzol na ponta.
Este é colocado no rio no período da vazante e retirado no período em que está enchendo, na maioria das vezes e colocado nas primeiras horas da manhã e retirado no final da tarde. Não é popular, devido o valor do investimento para fabrica-lo e ter pouca captura.

## Características
A linha principal possui tamanho de aproximadamente 20/30 metros de comprimento. É iscado com isca fresca do tipo peixes pequenos ou frutas.
Existem também flutuadores (boias) e lastros (por exemplo: chumbo ou pedras) que são responsáveis, respectivamente pela flutuabilidade e afundamento consoante a necessidade do apetrecho. Existem várias maneiras de montar estas, consoante a espécie alvo e a tecnologia disponível.
Este apetrecho não é muito usado, devido ter um valor de investimento alto dos materiais para fabrica-lo (anzóis e linhas), e por ter pouca produtividade na captura do pescado.
Na praia da Nazaré é chamado corrimão ou aparelho e é usado para a pesca do robalo e safio. Pode ser usado "estacado " na baixa mar ou a correr, se o mar tem correntes fortes. Habitualmente compõe-se de várias secções chamadas de talas, cada uma das quais leva cerca de 50 anzóis. É iscado com isca fresca (polvo ou sardinha) ou com amostras ("chuchas").
Este tipo de artes é utilizado em praticamente todo o mundo e é considerado como uma das artes de pesca mais selectivas. A selectividade da arte de pesca está directamente relacionada com o seu impacte no meio ambiente. Quanto menos selectiva for a arte, maior será o impacte negativo provocado pela mesma.

## Apetrechos
As técnicas e apetrechos são baseados de experiência históricas realizadas na Amazônia, que repassadas hereditariamente ou adaptadas conforme a demanda de cada usuário. Os petrechos da pesca artesanal utilizados na região podem ser classificados em:
- técnicas fixas: curral; fuzarca; matapi; muzuá/covo; tapagem, e; zangaria.
- técnicas móveis: arrastão; espinhel/palangre; linha de mão; malhadeira, e; tarrafa.

Os outros apetrechos: guizo; poitamento; timbó; cavalinho; pari; fisga; garateia; arpão; puçá; caniço; cacuri; rabiola; socó; moponga; paneirão.

A maioria destes são confeccionados pelos pescadores da região, usando náilon e anzol ou recursos naturais como cipó titica, tala de jupati ou de miriti. Os apetrechos artesanais são de fácil produção, de fácil uso e, de baixo custo. Os apetrechos mais usados na pesca artesanal na Amazônia são: rede de espera, para captura de peixes de maior valor comercial durante a safra; malhadeira, baixo custo sendo confeccionada pelo pescador; cacuri, baixo custo confeccionado com produtos da floresta, e; matapi, usado na captura do camarão.